# Melodie miłości
Melodie miłości (ang. Music from another room) – amerykańska komedia romantyczna w reżyserii Charliego Petersa z 1998 roku.

## Fabuła
Pięcioletni Danny pomaga w porodzie Anny. Po wszystkim stwierdza, że kiedyś się z nią ożeni.
Po dwudziestu paru latach chłopak wraca do Stanów po wieloletniej nieobecności w kraju i jego losy znów stykają się ze zwariowaną rodziną Swan i Anną w której naprawdę się zakochuje.

## Obsada
| Postać     | Aktor/Aktorka   |
| ---------- | --------------- |
| Danny      | Jude Law        |
| Anna Swan  | Gretchen Mol    |
| Billy Swan | Jeremy Piven    |
| Nina Swan  | Jennifer Tilly  |
| Grace Swan | Brenda Blethyn  |
| Karen Swan | Martha Plimpton |
| Eric       | Jon Tenney      |
| Irene      | Jane Adams      |

## Ścieżka dźwiękowa
| #  | Tytuł              | Artysta       |
| -- | ------------------ | ------------- |
| 1. | Truly madly deeply | Savage Garden |